# 王洪烈
王洪烈（1951年—），黑龙江明水人，汉族，中华人民共和国政治人物、第十一届全国人民代表大会黑龙江地区代表。
毕业于哈尔滨师范大学经济管理专业，是中共党员。担任黑龙江省绥化市人大常委会主任。2008年起担任全国人大代表。